# ひめくり (漫画)
『ひめくり』は、糸杉柾宏による日本の漫画。『月刊ヤングコミック』（少年画報社）に、2011年10月号から2012年8月号まで連載された。

## 概要
『チャンピオンRED いちご』（秋田書店）にて『あきそら』の連載を不本意な形で終了した糸杉が、心機一転して少年画報社へ発表の場を移行し、『月刊ヤングキング』の『うわこい』と並行して描いた。
初期タイトルは『お姉さんコンプレックス』だったが、編集から現在のタイトル『ひめくり』にしたらどうかと提案された際、糸杉が「姫のクリトリスっぽくていいですね」と思ったことで、現在のタイトルになった。糸杉は、「『日替わりでお姉さんを楽しめる内容になっていればいいな』という思いで描いた」と単行本のカバー扉の作者コメントで述べている。
『あきそら』でも見所の一つとなった主人公とヒロイン達によるセックスシーンについてはほぼそのまま、物語については複雑な恋愛関係などの暗部を引き継いだ作風の『うわこい』とは異なり、こちらはどの話もラブコメディなどの明部を引き継いだ作風で、幼い少年と年上のヒロインによるセックスシーンを明るく読ませることを重視したいわゆる「おねショタもの」であり、読み切り8作品による短編集となっている。また、単なるセックスシーンだけではなく、「思春期の少年の気持ち」がテーマになっている作品も存在する。

## あらすじと登場人物
それぞれ1話完結のため、物語とその登場人物をまとめて供述する。

### 『関谷まなみ』
物語のテーマは「（セラピストの）仕事の疑問」。某マッサージ店で働くセラピスト・関谷まなみは、多く出入りしている「おじさん客」にマッサージを施術しながら「ちゃんとツボが入っているか?」と疑問に思っていた時、自らの好みの少年を目の当たりにする。その少年に「暇つぶしに付き合う」と理由をつけてマッサージルームへ誘導したまなみは、そこで少年にマッサージを施しながら巧みに自らとのセックスへ発展させるのであった。
関谷まなみ（せきや まなみ）
マッサージ店に勤務する女性。セラピストの仕事をどう表現するか困ったときに自らの好みの少年を見つけ、施術室へと誘導する。その少年にマッサージを施しながらセックスへと発展する。その後、セラピストの仕事が人を気持ちよく癒す仕事であることを悟った。
少年
氏名不詳。父の施術中にまなみに誘導されて、自身も施術を受けセックスへと発展する。その事後、体中の毒素が抜けたことで癒されたとまなみに感謝する。

### 『木下あかり』
物語のテーマは「夏と憂鬱と思い出づくり」。夏の終わりかけた夕方、コウは隣人のお姉さん・木下あかりに回覧板を届けに来た際、あかりが水着姿で出向く。そこであかりは単刀直入に「夏休みの思い出を作ろう」とコウを誘い、遊ぶ中で自身の憂鬱な心情を吐露してコウと夏の思い出にセックスする。
木下あかり（きのした あかり）
コウの隣人のお姉さんで、初恋の人。5年前にコウの隣に引っ越してきた。仕事で疲れてそのまま寝るとあっという間に時間が過ぎていく日々の憂鬱に嫌気が差し、夏の終わりにコウを家に誘い、プールのなかでセックスをする。その後は「来年も夏の思い出を作ろう」と誓い合った。
コウ
あかりの隣人である少年。あかりに思いを寄せており、5年以上の付き合い。あかりに回覧板を届けに来た際、あかりに夏の思い出作りを持ちかけられ、それに応じ、その末にセックスへと発展していく。その後は夏の思い出を来年も作ろうと誓い合った。あかりに女子用のスクール水着や浴衣を着せられているが、満更でもない様子。

### 『柊ユキ』
テーマは「思春期の少年の気持ち」。うっかり自宅の鍵を忘れ、自宅の軒下で雨宿りしていた少年・アーちゃんは、柊ユキと偶然再会。ユキの家にきたアーちゃんは、着ていたユキの夫の着流しの袖からコンドームを見つけ、これは何かとユキに聞くが、まだ知らなくていいと言われる。アーちゃんはそこで「大人になると意地悪になるのか」と嘆くが、ユキは「大人のことを教える」ことにした。ユキはアーちゃんにコンドームやその使い方を教えていき、そのうちに感じてしまったのかセックスへと発展していく。
柊ユキ（ひいらぎ ユキ）
既婚者で専業主婦。アーちゃんの姉、もしくは姉的な存在。3ヶ月前に結婚した。アーちゃんを可愛がっているが、子供扱いされることにコンプレックスを抱いていたことを知り、「大人のこと」を教える。夫の好みのプレイである「裸エプロン」でコンドームの使い方を教えるが、アーちゃんの勃起した陰茎を見たことや、射精した精液の量が多かったばかりか性的に感じてしまい、セックスへと発展していく。
アーちゃん
氏名不詳。ユキの弟もしくは弟的な存在。コーヒーを砂糖3個入れないと飲めないことなどから子供扱いされることにコンプレックスを抱いていたが、ユキとセックスしたことで「大人の味」そのものを理解してコンプレックスから開放された模様。セックスは初めてだったためか、ユキにコンドームをフェラチオ装着された際に大量に射精し、なおかつ勃起を維持してセックスを繰り返し、劇中での描写からコンドームの消費量が多かったことや陰茎が大きかったことから絶倫である。

### 『日野ヒナタ』
テーマは「冬と家出と電車と思春期の少年の気持ち」。冬の季節・雪の降るなか、なんとなく家や学校が嫌になり、行く宛もなく飛び出して遠くへいく少年・ナオトは、電車の中で転寝し、終点についた時点で女性車掌・日野ヒナタに起こされる。下車しようとしたときに引き止められ、「家出して迷子になった」と看破される。ナオトは、駐在に引き渡さないかわりに電車内でヒナタに自身と一夜を共にすることを求められ、それに応じる。ヒナタは、ナオトに自分が一人でいるときの寂しさを伝え、そこからセックスへと発展していく。
日野ヒナタ（ひの ヒナタ）
女性車掌。独身。長く勤めて人間観察をしてきた影響で、ナオトを家出して迷子になったことを見抜く。駐在に引き渡さない代わりに、自分と電車の中で一夜を共にすることを求める。独身ゆえに、家に帰っても一人で寂しく寝ることが多く、その心情をナオトに吐露し、その上で自分一人でここまできたナオトを賞賛したが、ナオトの心情を知り、自分と「連結してシュッシュッポッポ」することを求める。その翌日、帰宅するナオトに「逃げたければ逃げればいい。行き着く先は山奥の終着駅程度だから」と諭したことで、ナオトを悩みから救った。また、「また逃げたくなったら自分とセックスしよう」と約束し、見送った。
ナオト
家や学校が嫌になり飛び出してきた少年。ヒナタと出会い、電車の中で一夜を過ごし、肉体関係を持つ。その翌日、ヒナタから諭された言葉により、自身の抱える悩みから解放された。

### 『風吹ミノリ』
『ヤングコミック』2012年4月号掲載。単行本未収録作品。テーマは「社内と不倫と脅迫」。ある日、社長から妻が留守だから自分の息子・大河を預かってほしいと頼まれた秘書・風吹ミノリは、大河の面倒を見ることになった。しかし、途中で大河に社長との不倫ハメ撮り写真のフォルダの中を発見され、それを黙る代わりに自分にも同じことをするようにと脅迫され、セックスへと発展する。
風吹ミノリ（ふぶき ミノリ）
社長の秘書を勤める女性。社長との不倫関係にもあり、そのファイルを発見された大河に脅迫される。
大河（たいが）
社長の息子。気弱そうにしているが、実は半分装っていた。

### 『藤崎アヤメ』
テーマは「茶道と告白」。ある日、カイは藤崎アヤメに茶道を習いにきたが、それは言い訳に過ぎなかった。しかし、アヤメ自身はそれを見抜いており、そこからセックスへと発展していく。
藤崎アヤメ（ふじさき アヤメ）
茶道の家元と思われる女性。カイに茶道を教えるが、突然習いに来たカイの心情を看破しており、「茶道は心の交流をその目的とする。だから心も体も交流する」と言い、カイとセックスする。
カイ
アヤメに思いを寄せる少年。アヤメに茶道を習いにきたが、実はアヤメとセックスしたいがためについた言い訳でしかなかった。それを看破され、アヤメとのセックスへ発展していく。無理に堅苦しい言葉で茶道に取り組んでいくが、「そこまで堅苦しくしなくていい」とアヤメに指摘された。

### 『美都波能千歳』
テーマは「巫女と一目惚れと告白」。百日参りを続ける少年・葉山ミコトは、初詣に見かけた巫女・美都波能千歳に一目惚れし、そこから彼女に会うべくその神社に百日参りを続け、その30日目に千歳と再会。そこで彼女に告白したが、告白された彼女は自分の恋心がわからないと言う理由で、ミコトとセックスへと発展していく。
美都波能千歳（みづはの ちとせ）
神社の巫女。処女。百日参りをするミコトに目をつけ、30日目の雨の日に神社の中へと入れる。そこでミコトに告白されるも、「自身の恋心は自分にも神様にもわからない」と言い、ミコトとのセックスへと発展していく。その際に「人と人との縁（よすが）は偶然じゃないと思う。自分とミコトはいつかどこかでこうなる運命だったのかもしれない」とも語るが、実際には「勇気を出して告白してくれたミコトに答えたかっただけ」と語った。その後は、ミコトにいつの日か告白の返事を言うと約束する。
葉山ミコト（はやま ミコト）
百日参りを続ける少年。初詣の折、千歳に一目惚れする。彼女に会うべく百日参りを続けたが、ある日彼女と再会し、告白。「神様にお願いしてもどうにもなることではない」と自認していたが、千歳に言われるままにセックスへと発展していく。その後、告白の返事をもらうまで百日でも千日でもお参りを続けると約束する。

### 『西野望』
テーマは「夏と海の岩場と事故同然の鉢合わせ」。ある夏の日、海の岩場の陰で西野望の放尿を事故同然に目撃してしまった少年は、ショックが大きいあまりそこから目を放すことができなかった。放尿を見られた望は、自分のを見られたからその少年にも自分の前で放尿することを強要する。その後、二人はセックスへと発展して行く。
西野望（にしの のぞみ）
岩場の陰で放尿していた少女。それを目撃された少年に自分の前で放尿することを強要。そこからセックスへと発展して行き、その少年も本能のままに絶頂へと浸る。その後は、家がお互いに近くにあると言うことでまた遊ぶことを約束した。

## 単行本
- 少年画報社YCコミックス、全1巻

1. 2012年11月9日発売 ISBN 978-4-7859-3957-1
  - 『風吹ミノリ』のエピソードのみ未収録となっており、電子書籍でも同様の仕様。
  - メロンブックス購入特典として『風吹ミノリ』のエピソードを収録した小冊子[3]が、コミックとらのあな購入特典として糸杉柾宏が過去発表した読切『bookmark』収録の小冊子[4]が先着順で付属。両作ともに2018年5月に行われたマンガ図書館Zのキャンペーンで復刻している[5]。